# بوژنگن
بوژنگن (به لهستانی:  Burzenin) یک روستا در لهستان است که در گمینا بوژنگن واقع شده‌است. بوژنگن ۱٬۱۰۰ نفر جمعیت دارد.